# Pseudozonitis vigilans
Pseudozonitis vigilans là một loài bọ cánh cứng trong họ Meloidae. Loài này được Fall miêu tả khoa học năm 1907.